# 신체 개조

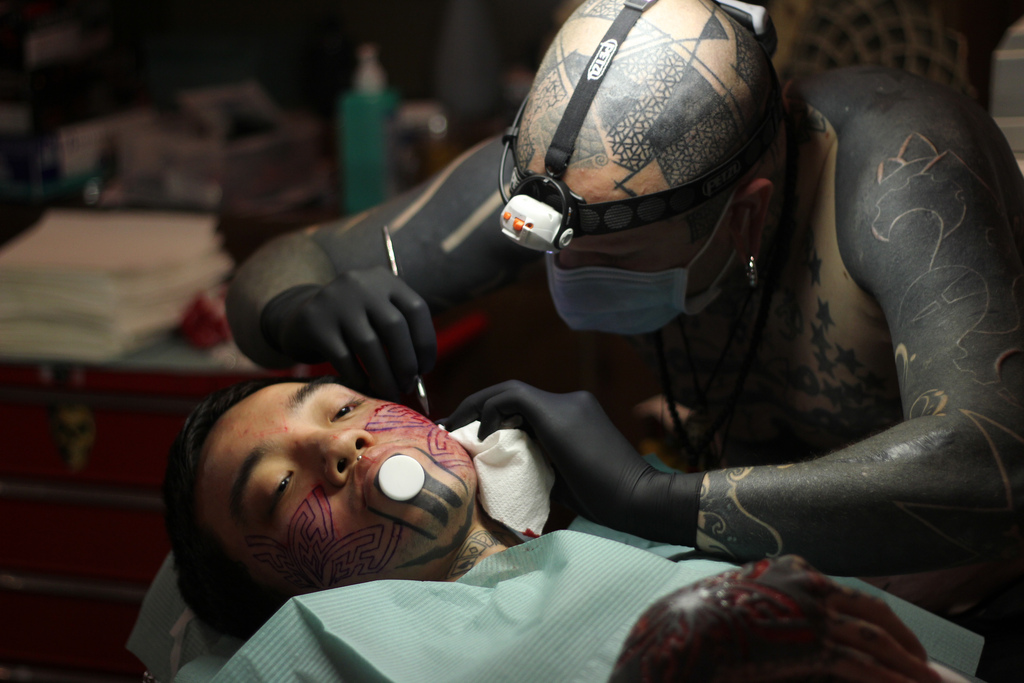

신체 개조(身體改造,body modification)이란 신체를 개조시키는 것이다.

## 종류
- 피어싱
- 할례(포경수술)
- 여성할례
- 성기 피어싱
- 전족
- 코르셋
- 이발
- 제모
- 미얀마의 목 늘리기
- 귀 피어싱

## 논란
일부 전통사회에서는 여성 청소년과 어린이에게 여성할례, 포경수술, 신생아 귀 뚫기, 목 늘리기, 유방 누르기 등을 강요하는 악습이 남아 있어서 문제가 되고 있다.

## 같이 보기
- 생명윤리학
- 휴먼 증강
- 화장 (미용)
- 마이크로칩 임플랜트